# The Quarterback (EP)
The Quarterback é um extended play que contém canções apresentadas no episódio "The Quarterback" da quinta temporada da série Glee, exibida pelo canal FOX. O EP foi lançado nos Estados Unidos em formato de download digital no dia 29 de abril de 2014, através da Columbia Records.

## Antecedentes
No dia 13 de julho de 2013, o ator Cory Monteith foi encontrado morto em um quarto no vigésimo primeiro andar do hotel The Fairmont Pacific Rim em Vancouver, no Canadá. Segundo uma necrópsia feita no 15 de julho, o relatório preliminar da autópsia indicou que a morte de Monteith foi causada pela mistura de substâncias que juntas aumentam seu potencial de toxicidade. No caso, foram encontrados em seu organismo heroína e álcool, sendo mais provável que sua morte foi acidental. O relatório final divulgado em outubro de 2013 confirmou o que havia sido divulgado anteriormente. A análise dos legistas determinou também que havia codeína e morfina no organismo do ator no momento de sua morte. De acordo com a polícia, no quarto havia objetos normalmente utilizados para o consumo de heroína, incluído uma colher com resíduos e uma agulha hipodérmica usada, bem como duas garrafas de champagne vazias, sendo elas uma cortesia do hotel em cada quarto. Sobre como o abuso de drogas determinou a morte Monteith, o legista escreveu que o ator havia passado por períodos intermitentes entre consumo frequente de drogas e abstinência por toda sua vida, e que após um período prolongado sem consumir opiáceos qualquer nível de concentração que anteriormente era tolerado poderia ser potencialmente fatal. De imediato, a morte causou uma comoção internacional, tanto nos fãs e amigos do ator, quanto no elenco e na namorada Lea Michele, que ficou muito abalada. A morte de Cory, fez Ryan Murphy alterar todos os planos originais da quinta e da sexta temporadas da série. Sendo assim, no dia 10 de outubro, o episódio The Quarterback foi exibido tanto em homenagem ao ator, quanto ao personagem Finn, que também acaba morrendo. O episódio teve uma audiência de 7.39 milhões de telespectadores, sendo o episódio mais assistido da temporada. Nele, todos os alunos e professores do McKinley e integrantes do Novas Direções acabam prestando uma última homenagem à Finn, em forma de honrar sua memória. Segundo Ryan, todas as cenas do episódio foram filmadas em um único take, pois tanto o elenco como equipe não conseguiram conter a emoção.

## Season of Love (versão não lançada)
A canção Seasons of Love, performada nesse episódio, originalmente faria parte do The Graduation Album, mas por algum motivo, ela acabou sendo deletada da versão final, sendo regravada para o EP. Na unreleased, é possível escutar alguns vocais de Monteith, junto com o elenco da terceira temporada.

## Faixas
| N.º | Título                  | Cantada por                                                                            | Duração |  |
| 1.  | "Seasons of Love"       | Amber Riley, Naya Rivera, Chris Colfer, Mark Salling, Jenna Ushkowitz e Harry Shum Jr. | 3:04    |  |
| 2.  | "I'll Stand by You"     | Amber Riley                                                                            | 3:45    |  |
| 3.  | "Fire and Rain"         | Kevin McHale e Chord Overstreet                                                        | 3:23    |  |
| 4.  | "If I Die Young"        | Naya Rivera                                                                            | 3:41    |  |
| 5.  | "No Surrender"          | Mark Salling                                                                           | 3:44    |  |
| 6.  | "Make You Feel My Love" | Lea Michele                                                                            | 3:15    |  |